# 杜源 (政治人物)
杜源（1450年—？），字永靖，直隸永平府昌黎縣人，民籍，明朝政治人物。

## 生平
成化元年（1465年）乙酉科順天府鄉試第十七名舉人。成化十七年（1481年）中式辛丑科會試第五十四名，三甲第一百二十七名進士。授南京大理寺評事，歷官萊州府、青州府知府。

## 家族
曾祖杜復祖；祖父杜敏，封工部主事；父杜謙，順天府府尹。母楊氏（封安人）。具庆下。